# Hajdamaka

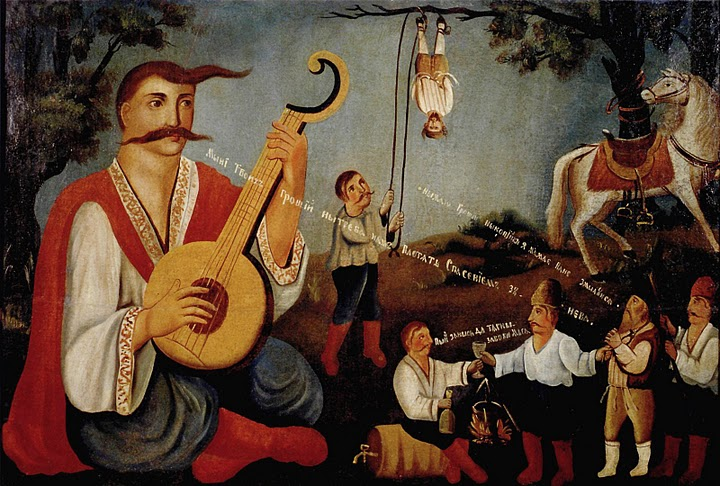
Kozak Mamaj och Haidamakarna hänger en jude i hälarna - ukrainsk folkkonst från 1800-talet.

Hajdamaka (ukrainska: Гайдамаки: Hajdamaki, polska: Hajdamacy) var ett proukrainskt paramilitärt zaporogkosackiskt förband som hade sitt ursprung i Podolien, den del av dagens Ukraina som då tillhörde Polsk-litauiska samväldet. Slaverna på Balkan hade ett liknande ord, hajduk, för upprorsmän under 1500-talet. Under tiden före Haidamakas upplösning 1793 gjorde ukrainska paramilitära förband många katastrofala räder, varav den största och blodigaste skedde 1768.